# Maxime Mongali (Idi Mane)
Maxime Mongali ou Max Mongali également connu sous le nom d'Idi Mane, est un auteur, compositeur et interprète de rumba congolaise. Né le 24 décembre 1945 dans la province du Maï-Ndombe, il décède le 19 juillet 1999 à Kinshasa.
Son héritage culturel et son engagement politique en font un artiste influent de l'histoire musicale congolaise du xxe siècle.

## Biographie

### Jeunesse et études
Maxime Mongali est né le 24 décembre 1945 dans la province du Maïndombe, fils de Michel Mongali Bampeli, député et ministre de la jeunesse et des sports dans le gouvernement Adoula en 1961, et d'Elisabeth Izegni Ngobanzila. Élevé dans un environnement familial éduqué, il grandit dans la commune de Kasa-Vubu, où il fréquente l'école primaire Saint Louis. Son enfance est marquée par des liens d'amitié avec des camarades notables, dont Joseph Kibonge et Pierre Ileto.
Élève brillant, il est sélectionné pour poursuivre ses études en Belgique après l'indépendance du Congo, dans le cadre des coopérations entre les deux pays. En novembre 1962, il arrive à Dolhain-Limbourg, en Belgique, pour étudier à l'Institut Saint Joseph.

### Carrière musicale

#### L'Orchestre Yéyé National
En juillet 1964, Maxime Mongali cofonde avec Jean-Pierre François Nimy Nzonga l'orchestre Yéyé National à Bruxelles, un groupe constitué exclusivement d'étudiants congolais. L'objectif principal de cette formation est de promouvoir et préserver la culture musicale congolaise tout en ravivant les souvenirs de la patrie au sein de la diaspora.
En tant que ténor, Maxime joue un rôle clé dans le succès de l'orchestre. Sous la direction de personnalités influentes comme Vicky Longomba et Verckys Kiamuangana, Yéyé National se distingue par des performances lors d'événements publics. Le 31 juillet 1966, lors d'un bal traditionnel, l'orchestre atteint un sommet de popularité, bénéficiant du soutien de légendes telles que Franco Luambo et Tabuley Rovhereau. Leur tube Mokolo nakokufa marque un tournant, consolidant Yéyé National comme une référence incontournable sur la scène musicale tant à Bruxelles qu'à Kinshasa.

#### Max Mongali et l'orchestre African Fiesta National
En octobre 1966, Maxime Mongali intègre l'orchestre African Fiesta National, dirigé par Tabuley Rochereau. Il abandonne temporairement ses études pour se consacrer à la musique professionnelle. Au sein de l'orchestre, il interprète des chansons comme Congo Nouveau et Djibebeke collaborant avec René Kasanda et Rochereau. Il participe à des événements culturels, notamment à la représentation du Congo lors de l'Exposition universelle de Montréal de1967. il compose et chante en duo avec Rochereau la chanson Bibi, Bobon ya bolingo.

#### L'Orchestre Ya Tupas et le cercle culturel Ngongi
Musicien dans l'âme, Max Maxime a participé à un ensemble qui, plus tard, se nommera Ya Tupas, avec Ray Lema, Felix Manuaku Waku et d'autres, produisant une musique de haute qualité. Il est également membre du cercle culturel Ngongi, où il a composé une chanson éponyme. Cette chanson a été réinterprétée par son compatriote Bimi Ombale dans Zaiko Langa Langa. C'est également avec cet orchestre que sa chanson Etape s'est immortalisée.

### Collaborations musicales
Après cette expérience, il retourne en Belgique et continue de se produire avec l'orchestre Yéyé National, consolidant sa réputation dans le paysage musical congolais. Max Mongali a collaboré avec plusieurs artistes et groupes influents. Il a écrit des chansons pour Luambo Makiadi et le TP OK Jazz, notamment Salaminga et Matinda: Il a également travaillé avec Jossart Nyoka Longo et Bimi Ombale de Zaïko Langa Langa, ainsi que King Kester pour la chanson Charles Kimpiatu.
Pour Pépé Kallé il a écrit et composé des chansons comme Zabolo et Nsombokila. Mongali a aussi collaboré avec les groupes Thu Zahina et Empompo Loway, et contribué à l'Afrisa International de Pascal Tabu Rochereau avec des chansons populaires telle que Mokolo na Kokufa. Il a écrit pour Mbilia Bel des titres comme Mpevé ya Longo et Contre ma Volonté. Pour le chanteur Koffi Olomidé, il a signé le titre Djino Bokana. Ses collaborations variées ont laissé une empreinte significative sur la musique congolaise.

### Engagements politiques
Né durant une période politique agitée, Max Mongali exprime son engagement à travers sa musique. Sa chanson emblématique Lombonga (1968) combine le rythme high life ouest-africain avec un discours politique appelant à la révolution des mentalités. Il y cite des figures comme Patrice Lumumba, Malcom X, Che Guevara, et Nelson Mandela. Son engagement politique s'étend au-delà de ses chansons, participant à des événements politiques et utilisant sa musique comme vecteur de messages de changement et de justice sociale.

## Postérité

### Décès
Maxime Mongali, décéde le 19 juillet 1999 à Kinshasa, laissant un héritage musical notable. Sa musique, ses textes, et son engagement continuent d'influencer de nombreux artistes et de résonner dans la scène musicale congolaise. Après l'annonce de son décès, Jossart Nyoka Longo, leader de Zaiko Langa Langa, lui dédie à titre posthume la chanson inédite Ntemba sur l'album Eurêka.

« Les chansons de Max Mongali rencontraient l’assentiment de toutes les couches sociales, que ce soit du Président de la République, des ministres, des avocats (…) Vous remarquerez même que ceux qui ont suivi son modèle : le cas de Zaïko Langa Langa et autres, ont su garder la même lignée. C’est-à-dire la promotion des valeurs morales . »

— Agence Congolaise de Presse.

### Hommages
Le 12 mai 2010 son ami et collaborateur Samuel Malonga dit "Samy la trompette" lui dédie un hommage sur son blog. Il écrit notamment :  « Le grand parolier est parti trop tôt, laissant notre musique quelque peu orpheline. C’est vrai que Max Mongali vit encore parmi nous à travers l’immense œuvre qu’il a léguée à notre patrimoine musical »,.
En 2022, lors de leur signature chez Universal Music Africa,  son neveu Michel Bampély et Virginie Eudes ont créé le label de musique Tonton Max inspiré par Maxime Mongali. En mai 2023, l'artiste Saint-Michel et le musicien de jazz Tiery-F, lui ont rendu hommage avec la reprise du titre Le Grand Amour dans une version jazz bossa nova sur l'EP Grand Enfant (Afro-Jazz vol.1).
En août 2023, la ministre de la Culture, des Arts et du Patrimoine, Catherine Kathungu, a rendu hommage à Maxime Mongali et à d'autres paroliers de la rumba congolaise. Lors d'une interview accordée à l'Agence congolaise de presse (ACP) le 29 août, elle a expliqué que ce mois avait été consacré aux paroliers, conformément au calendrier établi par son ministère en décembre 2022 pour pérenniser la rumba congolaise. Elle a souligné l'importance de reconnaître les contributions de figures telles que Maxime Mongali, Pascal Poba, Lutumba Simaro, et Alain Moloto. La ministre a proposé que certaines de leurs chansons soient revisitées et étudiées pour leur qualité et leurs messages positifs.